# Phrynarachne huangshanensis
Phrynarachne huangshanensis là một loài nhện trong họ Thomisidae.
Loài này thuộc chi Phrynarachne. Phrynarachne huangshanensis được S. Q. Li, Jun Chen & Da-xiang Song miêu tả năm 1985.